# 7901 Konnai
7901 Konnai eller 1996 DP är en asteroid i huvudbältet som upptäcktes den 19 februari 1996 av den japanska astronomen Takao Kobayashi vid Ōizumi-observatoriet. Den är uppkallad efter Reiichi Konnai.
Asteroiden har en diameter på ungefär 4 kilometer.